# Arrondissement di San Quintino
L'arrondissement di San Quintino (in francese arrondissement de Saint-Quentin) è un arrondissement dipartimentale della Francia situato nel dipartimento dell'Aisne, nella regione dell'Alta Francia.

## Storia
Fu creato nel 1800, sulla base dei preesistenti distretti, corrisponde in parte al territorio storico del Vermandois, più vasto dell'attuale arrondissement.

## Composizione

### Cantoni
L'arrondissement è composto da 126 comuni raggruppati in 9 cantoni:
1. cantone di Bohain-en-Vermandois
2. cantone di Le Catelet
3. cantone di Moÿ-de-l'Aisne
4. cantone di Ribemont
5. cantone di San Quintino 1
6. cantone di San Quintino 2
7. cantone di San Quintino 3
8. cantone di Saint-Simon
9. cantone di Vermand

### Comuni
I comuni dell'arrondissement di San Quintino sono:
| 1. Alaincourt (02009)              | 2. Annois (02019)                 | 3. Artemps (02025)                    | 4. Attilly (02029)                |
| 5. Aubencheul-aux-Bois (02030)     | 6. Aubigny-aux-Kaisnes (02032)    | 7. Beaurevoir (02057)                 | 8. Beauvois-en-Vermandois (02060) |
| 9. Becquigny (02061)               | 10. Bellenglise (02063)           | 11. Bellicourt (02065)                | 12. Benay (02066)                 |
| 13. Berthenicourt (02075)          | 14. Bohain-en-Vermandois (02095)  | 15. Bony (02100)                      | 16. Brancourt-le-Grand (02112)    |
| 17. Bray-Saint-Christophe (02117)  | 18. Brissay-Choigny (02123)       | 19. Brissy-Hamégicourt (02124)        | 20. Castres (02142)               |
| 21. Caulaincourt (02144)           | 22. Cerizy (02149)                | 23. Chevresis-Monceau (02184)         | 24. Châtillon-sur-Oise (02170)    |
| 25. Clastres (02199)               | 26. Contescourt (02214)           | 27. Croix-Fonsommes (02240)           | 28. Cugny (02246)                 |
| 29. Dallon (02257)                 | 30. Douchy (02270)                | 31. Dury (02273)                      | 32. Essigny-le-Grand (02287)      |
| 33. Essigny-le-Petit (02288)       | 34. Estrées (02291)               | 35. Fayet (02303)                     | 36. Fieulaine (02310)             |
| 37. Flavy-le-Martel (02315)        | 38. Fluquières (02317)            | 39. Fonsommes (02319)                 | 40. Fontaine-Notre-Dame (02322)   |
| 41. Fontaine-Uterte (02323)        | 42. Fontaine-lès-Clercs (02320)   | 43. Foreste (02327)                   | 44. Francilly-Selency (02330)     |
| 45. Fresnoy-le-Grand (02334)       | 46. Gauchy (02340)                | 47. Germaine (02343)                  | 48. Gibercourt (02345)            |
| 49. Gouy (02352)                   | 50. Gricourt (02355)              | 51. Grugies (02359)                   | 52. Happencourt (02367)           |
| 53. Hargicourt (02370)             | 54. Harly (02371)                 | 55. Hinacourt (02380)                 | 56. Holnon (02382)                |
| 57. Homblières (02383)             | 58. Itancourt (02387)             | 59. Jeancourt (02390)                 | 60. Joncourt (02392)              |
| 61. Jussy (02397)                  | 62. La Ferté-Chevresis (02306)    | 63. Lanchy (02402)                    | 64. Le Catelet (02143)            |
| 65. Le Verguier (02782)            | 66. Lehaucourt (02374)            | 67. Lempire (02417)                   | 68. Lesdins (02420)               |
| 69. Levergies (02426)              | 70. Ly-Fontaine (02446)           | 71. Magny-la-Fosse (02451)            | 72. Maissemy (02452)              |
| 73. Marcy (02459)                  | 74. Mesnil-Saint-Laurent (02481)  | 75. Mont-d'Origny (02503)             | 76. Montbrehain (02500)           |
| 77. Montescourt-Lizerolles (02504) | 78. Montigny-en-Arrouaise (02511) | 79. Morcourt (02525)                  | 80. Moÿ-de-l'Aisne (02532)        |
| 81. Mézières-sur-Oise (02483)      | 82. Nauroy (02539)                | 83. Neuville-Saint-Amand (02549)      | 84. Neuvillette (02552)           |
| 85. Ollezy (02570)                 | 86. Omissy (02571)                | 87. Origny-Sainte-Benoite (02575)     | 88. Parpeville (02592)            |
| 89. Pithon (02604)                 | 90. Pleine-Selve (02605)          | 91. Pontru (02614)                    | 92. Pontruet (02615)              |
| 93. Prémont (02618)                | 94. Ramicourt (02635)             | 95. Regny (02636)                     | 96. Remaucourt (02637)            |
| 97. Remigny (02639)                | 98. Renansart (02640)             | 99. Ribemont (02648)                  | 100. Roupy (02658)                |
| 101. Rouvroy (02659)               | 102. San Quintino (02691)         | 103. Saint-Simon (02694)              | 104. Savy (02702)                 |
| 105. Seboncourt (02703)            | 106. Sequehart (02708)            | 107. Serain (02709)                   | 108. Seraucourt-le-Grand (02710)  |
| 109. Sissy (02721)                 | 110. Sommette-Eaucourt (02726)    | 111. Surfontaine (02732)              | 112. Séry-lès-Mézières (02717)    |
| 113. Thenelles (02741)             | 114. Trefcon (02747)              | 115. Tugny-et-Pont (02752)            | 116. Urvillers (02756)            |
| 117. Vaux-en-Vermandois (02772)    | 118. Vendelles (02774)            | 119. Vendeuil (02775)                 | 120. Vendhuile (02776)            |
| 121. Vermand (02785)               | 122. Villeret (02808)             | 123. Villers-Saint-Christophe (02815) | 124. Villers-le-Sec (02813)       |
| 125. Étaves-et-Bocquiaux (02293)   | 126. Étreillers (02296)           |                                       |                                   |